# Raul Raunić
Raul Raunić (Zagreb, 30. rujan 1959.) hrvatski je filozof i sveučilišni profesor.

## Životopis
Osnovnu školu i gimnaziju završio je u Pazinu. Diplomirao je filozofiju i sociologiju 1983. godine na Filozofskom fakultetu u Zagrebu. Od 1984. do 1991. godine radi naizmjenično kao stručni suradnik za filozofiju i socijalnu teoriju u Centru CK SKH za idejno-teorijski rad "Vladimir Bakarić" i nastavnik u Poljoprivredno-prehrambenom obrazovnom centru u Zagrebu. Godine 1997. promaknut je u zvanje profesora mentora, a 2002. u zvanje profesora savjetnika. Iste je godine magistrirao na temu Pretpostavke liberalnog shvaćanja pojedinca u srednjovjekovnoj i novovjekovnoj filozofiji politike, a doktorsku disertaciju pod naslovom Liberalno shvaćanje pojedinca: filozofija politike Johna Lockea obranio je 2009. godine na Filozofskom fakultetu u Zagrebu.
Od 2004. godine bio je zaposlen na Filozofskom fakultetu u Zagrebu, gdje predaje kolegije Filozofija politike i Metodika nastave filozofije. Godine 2010. izabran je u znanstveno-nastavno zvanje docenta, 2016. u zvanje višeg znanstvenog suradnika, a 2021. godine u zvanje izvanrednog profesora.
Njegova područja interesa uključuju filozofiju politike, filozofiju odgoja, socijalnu filozofiju, etiku i metodiku nastave filozofije.

## Vanjske poveznice
- Web stranica na Odsjeku za filozofiju Filozofskog fakulteta u Zagrebu
- Raul Raunić - Google znalac